# Sciara horrescens
Sciara horrescens är en tvåvingeart som beskrevs av Edwards 1928. Sciara horrescens ingår i släktet Sciara och familjen sorgmyggor. Inga underarter finns listade i Catalogue of Life.